# 巴士快速交通系統

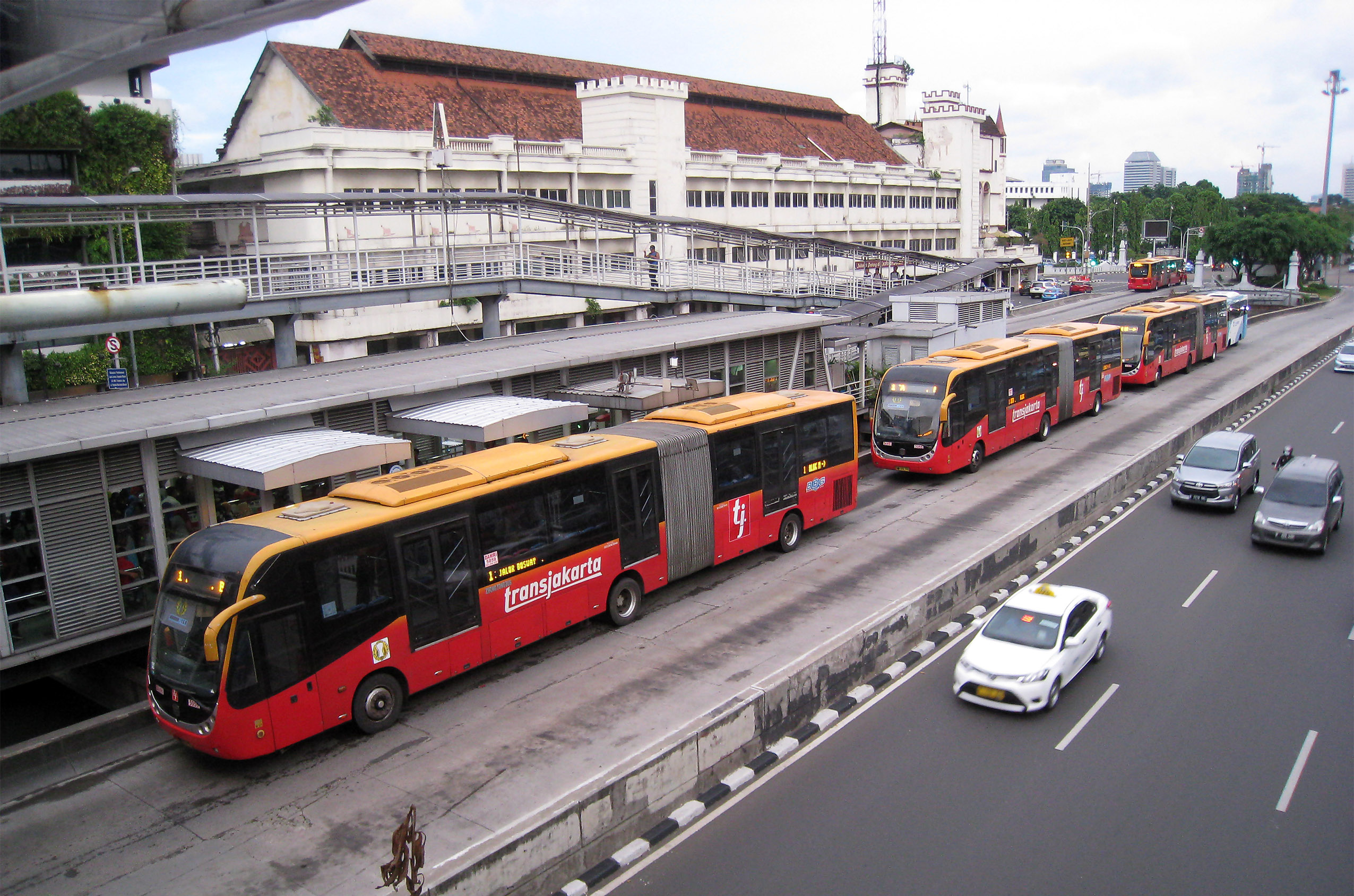
雅加达专线巴士總長251.2 公里 (2019)，世界最長

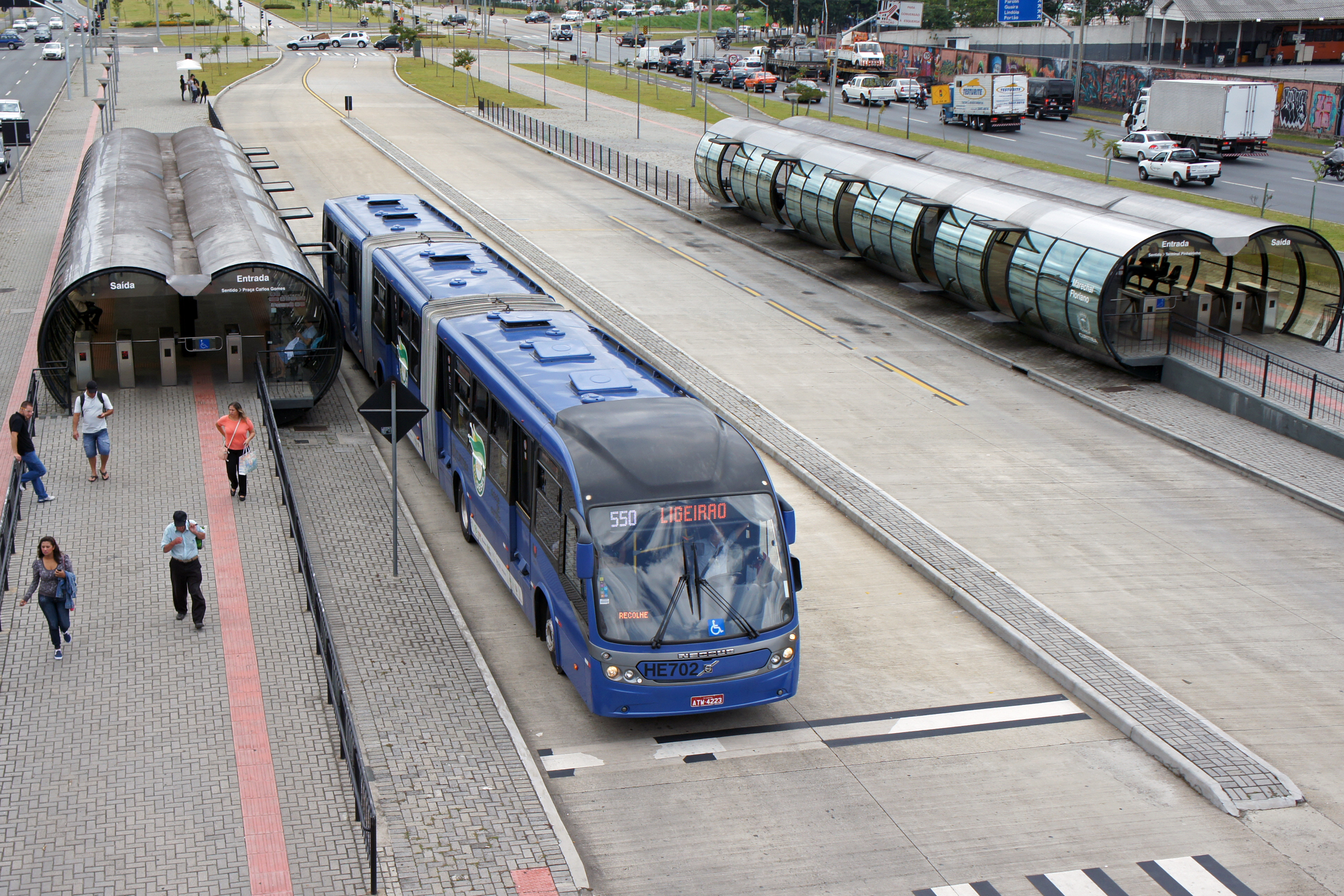
巴西庫里奇巴的轉運站

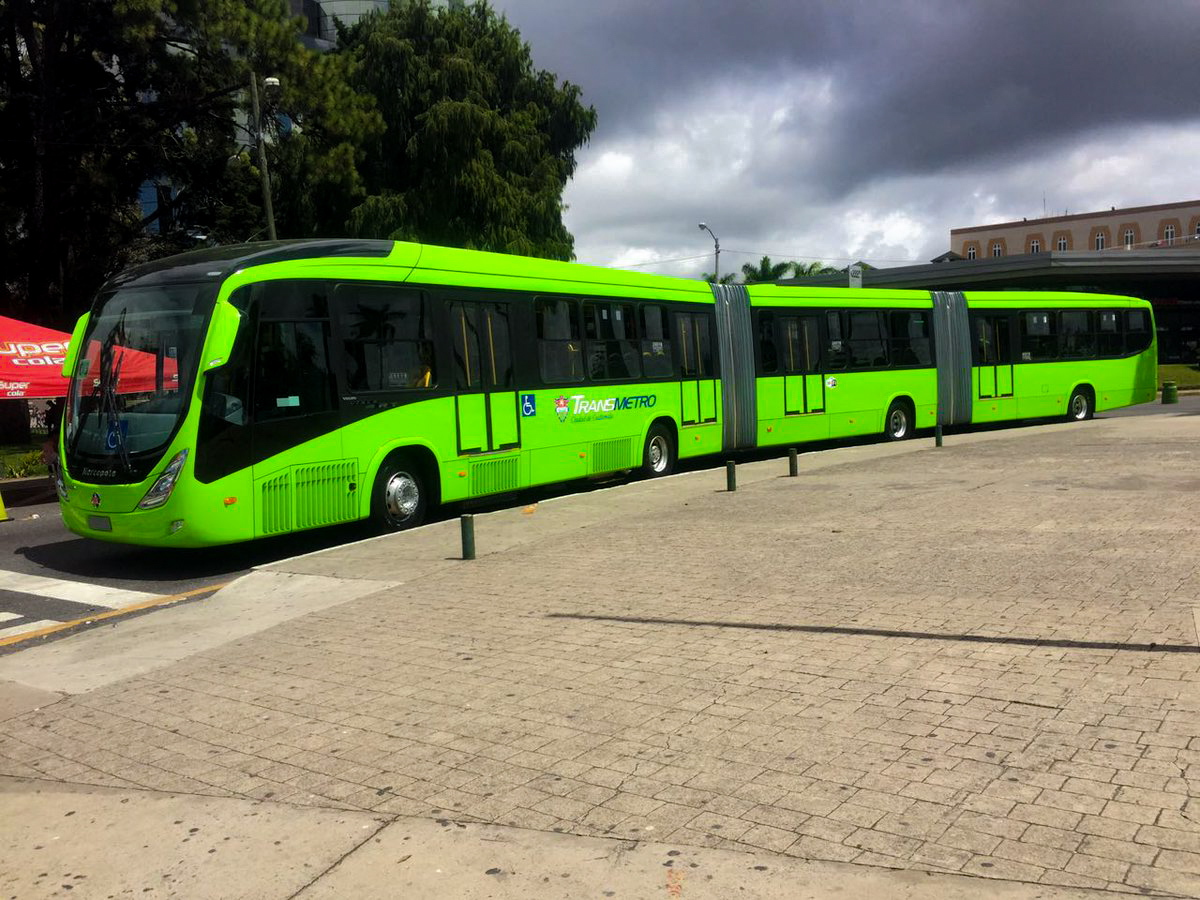
瓜地馬拉市Transmetro30公尺長巴士

公車捷運系統（英語：Bus Rapid Transit，縮寫為BRT），是一種以巴士為基礎而發展成的大眾運輸系統。一個完整的巴士快速交通系統應具有專門的設計、服務和基礎設施，以提高系統的品質以排除可能誤點的因素。巴士快速交通系統起源於拉丁美洲，且於該地有許多成功案例，例如巴西古里提巴、哥倫比亞波哥大，其結合地鐵與轻轨的容量、速度與公車系統的低成本、靈活性和簡單性，並能提供近似鐵路的服務水準，被喻為「地面上的地鐵」。
統計至2018年3月止，世界六大洲共有166座城市設置巴士快速交通系統，其路線總長約為4,906公里（3,048英里）。據估計，巴士快速交通系統於全世界每天約有3,220萬旅次使用，其中以拉丁美洲為主，每天約有1,960萬旅次使用，是世上最多的區域。拉丁美洲亦是巴士快速交通系統最發達的地方，總共設置54座，其中巴西就佔了21座。單日載客量最多的拉丁美洲國家依序為巴西（1,070萬）、哥倫比亞（306萬）和墨西哥（250萬）。在其他地區，中國大陸（430萬）和伊朗（210萬）也相當傑出。目前，印尼的雅加達專線巴士被認為是世界上最大的BRT路網，大約有251.2公里（156.1英里）的路廊在雅加達首都特區穿梭。
身為2020東京奧運的主辦國，日本政府規劃了BRT專用車道以解決奧運期間的交通問題，東京BRT專用道將設置在選手村與各場館之間進行接駁。

## 歷史
美國羅德島普羅維登斯的東側無軌電車隧道（East Side Trolley Tunnel）是世界上第一條公車專用道，1948年該隧道由無軌電車轉供公共汽車使用。但世界上第一座BRT系統則由加拿大渥太華的渥太華卡爾頓交通局（OC Transpo）於1973年推出。其具有BRT的的第一個要件──專用道，該專用道穿過市中心並設有月台供公車停靠。1983年引進專用且分隔式的公車專用道（稱為“Transitway”）。1996年，最初計畫長31公里的公車專用道系統都已啟用營運；且分別於2009年、2011年和2014年擴張。2019年，Transitway的中心部分已被改建為輕軌，原因是市中心區的載客量已超出原先計畫所能負荷的上限。

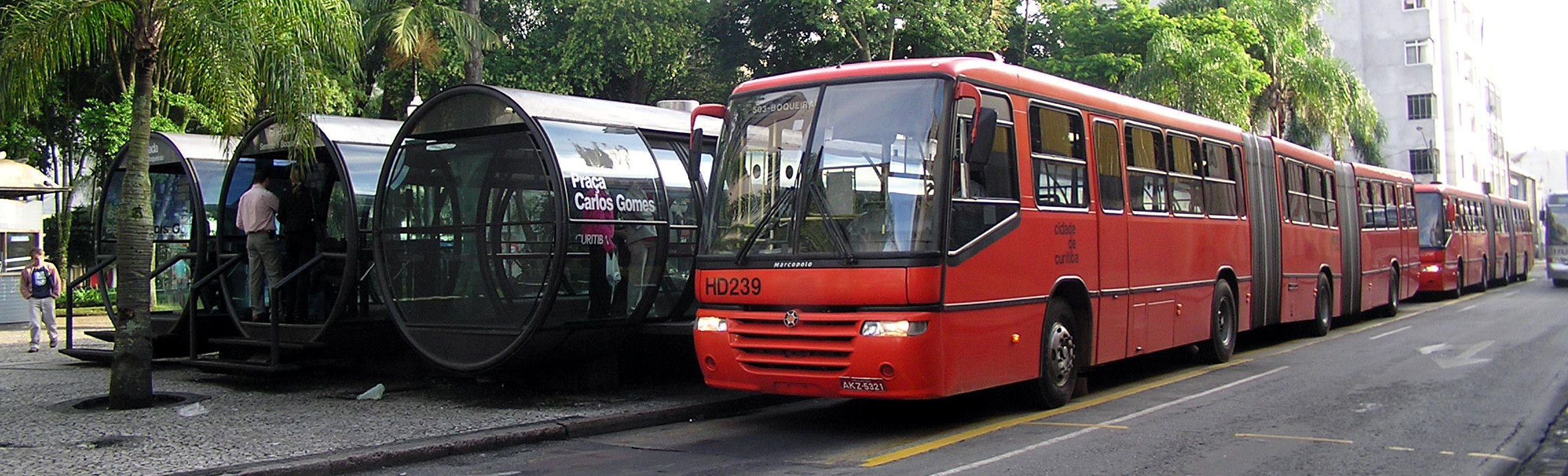
BRT發揚光大之地──巴西庫里奇巴的整合交通網。

1974年巴西庫里奇巴（Curitiba）啟用整合交通網，是世界第二座BRT系統:5。 BRT相關的大多數要件都是由建築師暨時任庫里奇巴市長傑梅勒納（Jaime Lerner）首先提出。最初只在市中心主要幹道設置公車專用道，但1980年庫里奇巴BRT新增支線公車與社區路網，更於1992年引進站外收費、封閉式車站和無階化乘車。巴西其他BRT甚至有進一步的創新，包括在阿雷格里港採用列隊行駛（三輛公車同時進出車站但只使用一組交通號誌進行控制），而聖保羅則是增建通過車道並運行特快車等不同的運行模式。
在美國，BRT起於匹茲堡，1977年該市開始營運總長4.3英里的南公車專用道（South Busway）
。它的成功促成了1983年小馬丁·路德·金恩東公車專用道（ Martin Luther King Jr. East Busway ）的設置，該系統提供其中包括9.1英里（14.6公里）的公車專用道、優先號誌以及經尖峰時段間隔2分鐘發車的服務。在1990年全長5.1英里（8.2公里）的西公車專用道（West Busway）開業後，匹茲堡的公車專用道系統現已超過18.5英里長。
2004年1月，東南亞第一座BRT系統雅加达专线巴士在印尼雅加達開業。統計至2015年，其路網總長210公里（130英里），是世界上最長的BRT系統。
2004年12月25日，中国第一条快速公交线路北京快速公交1号线开通试运营，早期由前门开往木樨园，2005年12月30日延长至德茂庄。
非洲的第一個BRT系統於2008年3月在奈及利亞拉哥斯開業，但被許多人視為輕型BRT系統。約翰尼斯堡的BRT雷亞法雅 （Rea Vaya）開業於2009年8月，每天運送16,000名乘客，是非洲第一座真正的BRT。Rea Vaya和MIO（哥倫比亞卡利的BRT，於2009年開業）是前兩個結合完整BRT與其他交通所提供的服務，並將其整合BRT主幹基礎設備的系統
。

## 主要特色

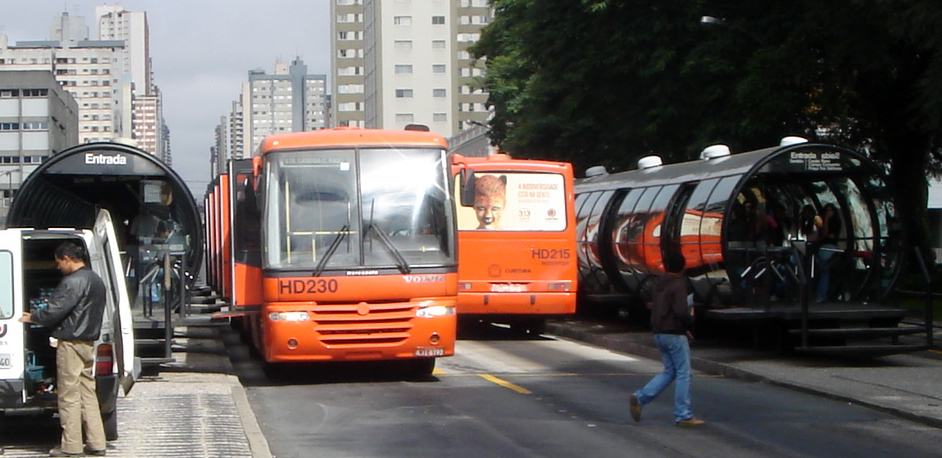
1974年起營業的巴西RIT，為世界最早的BRT系統（2006年攝）

### 專用車道

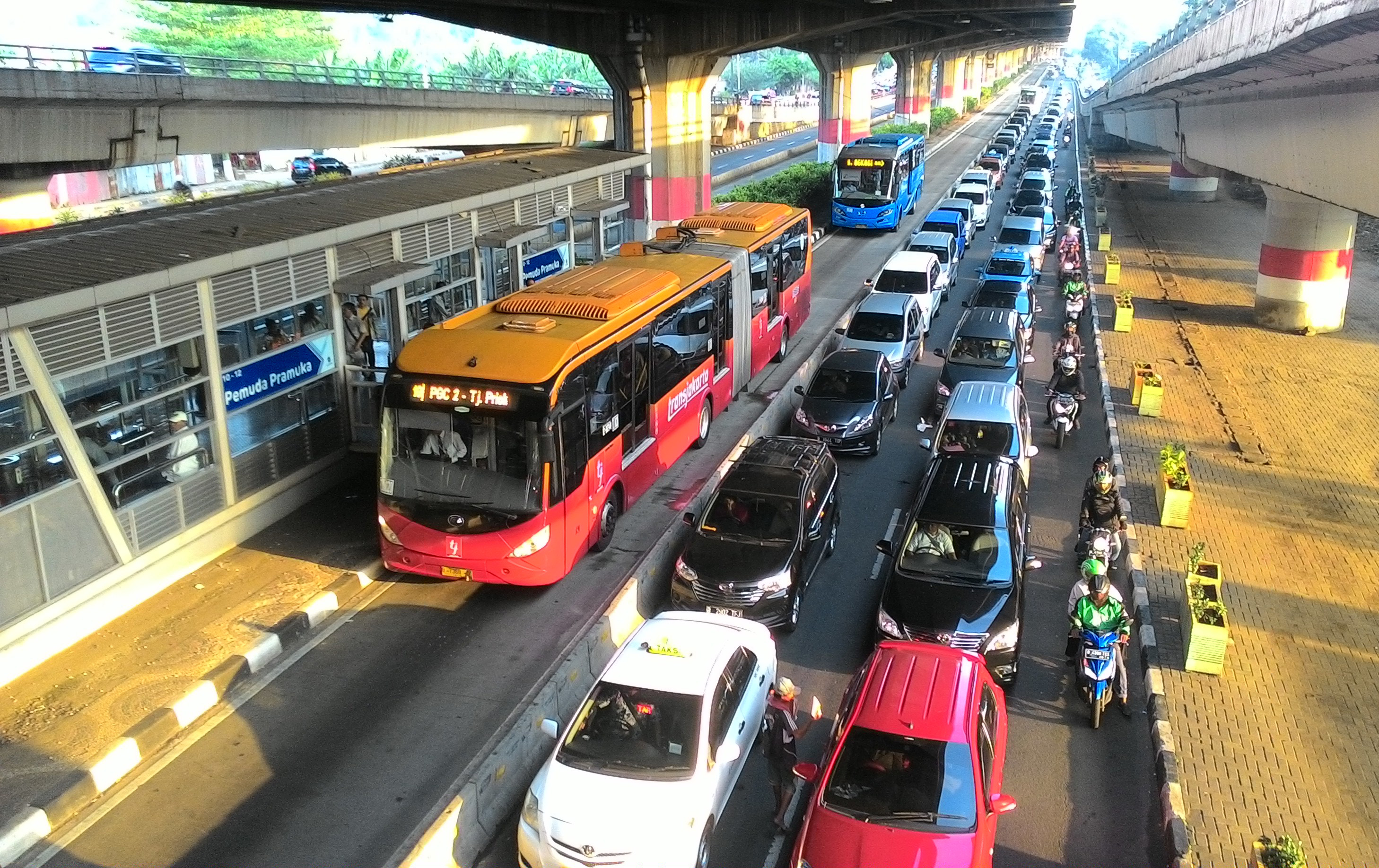
雅加達專線巴士，巴士行駛專用道避免交通堵塞

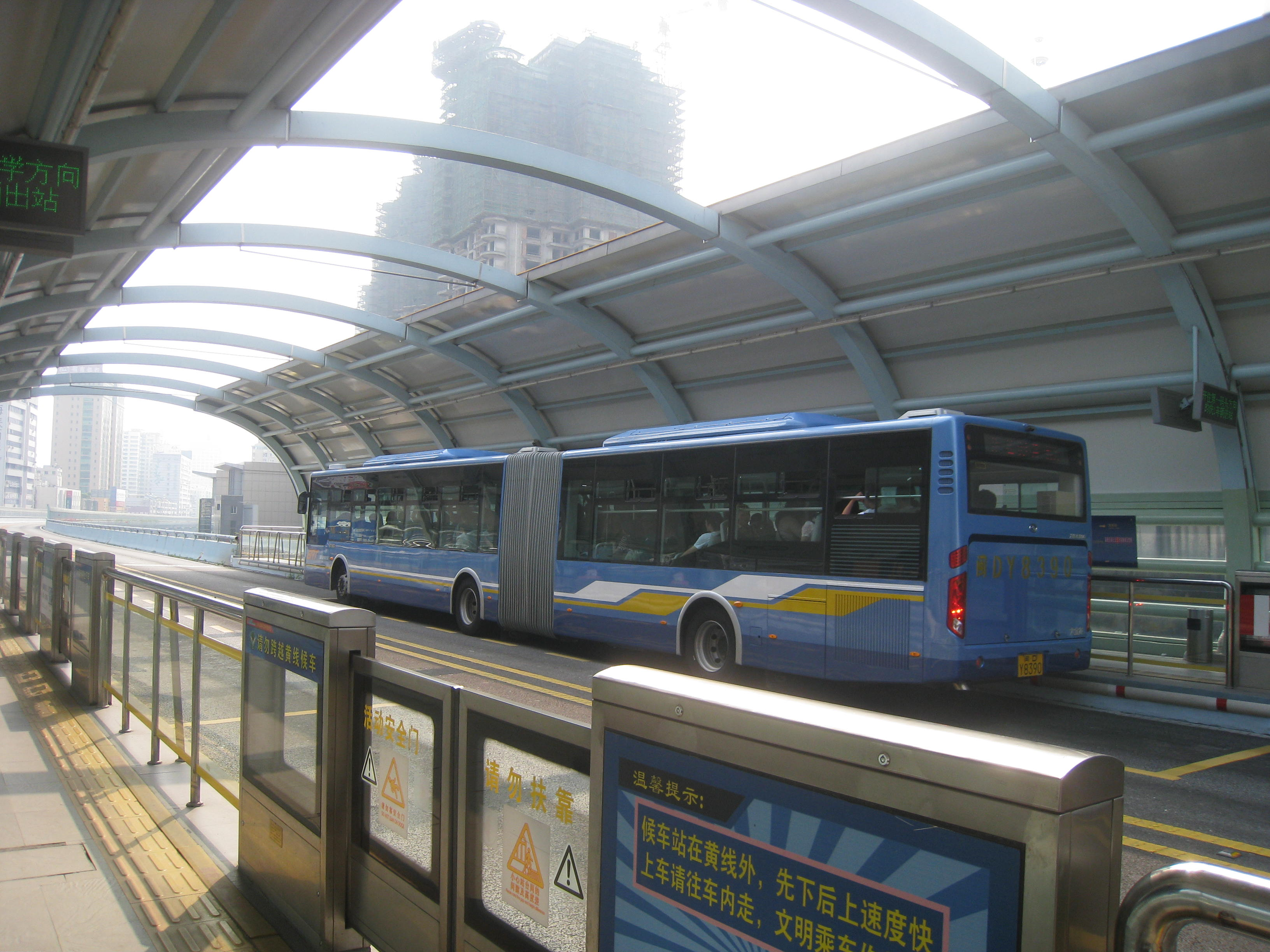
高架化的廈門BRT

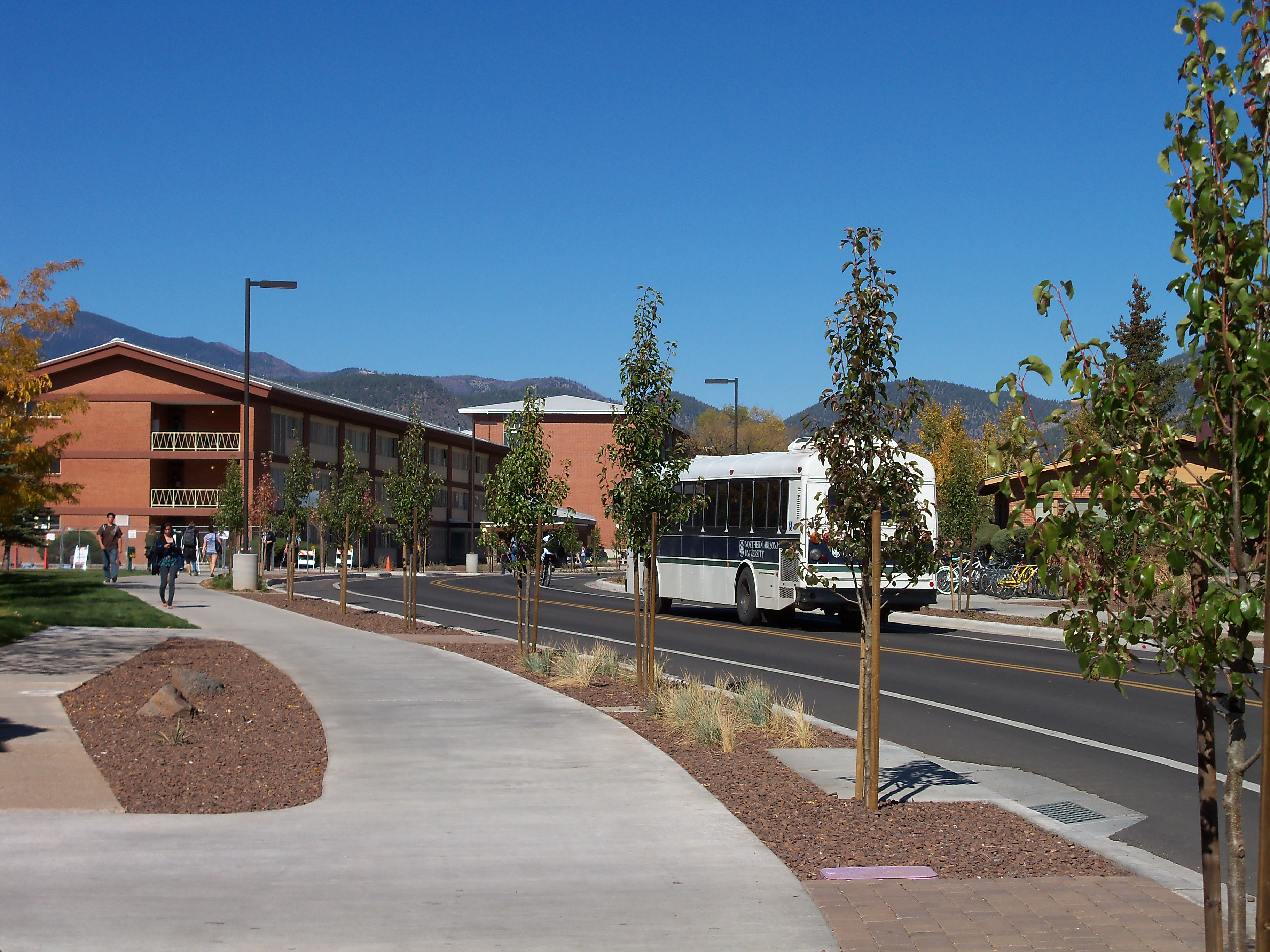
穿越北亞利桑那大學的公車街，僅供大學及公車專用

專用車道可確保公車能夠高速行駛，且能避開交通堵塞。設置於道路正中央的專用道更能使公車不受路側交通干擾（例如要轉彎或者要停靠的車輛），也有將路權升至A級的BRT，例如廈門BRT、成都市二環路BRT皆採高架化，車輛行駛於專用的高架橋之上。部分城市甚至禁止私有機動車輛行駛特定路段，並設置公共交通專用區（transit malls）或公車街（bus streets），僅允許行人或自行車進入並轉乘公車。

### 車外收費
利用站內收費機閘，免除乘客一一刷卡與投幣、剪票的時間。

### 路口優先權
包括優先號誌系統（透過對交通號誌時相的控制，延長綠燈或者是縮短紅燈秒數，減少BRT車輛在號誌化路口停等的時間，並確保準點率），並禁止其他車輛左右轉向或跨越專用道以減少對BRT車道的車流交織。

### 無階化乘車
公車地板與站體月台的無高低差，並可以多門同時進出（節省排隊上車、爬上爬下的時間，並形成無障礙友善空間）

## 優點

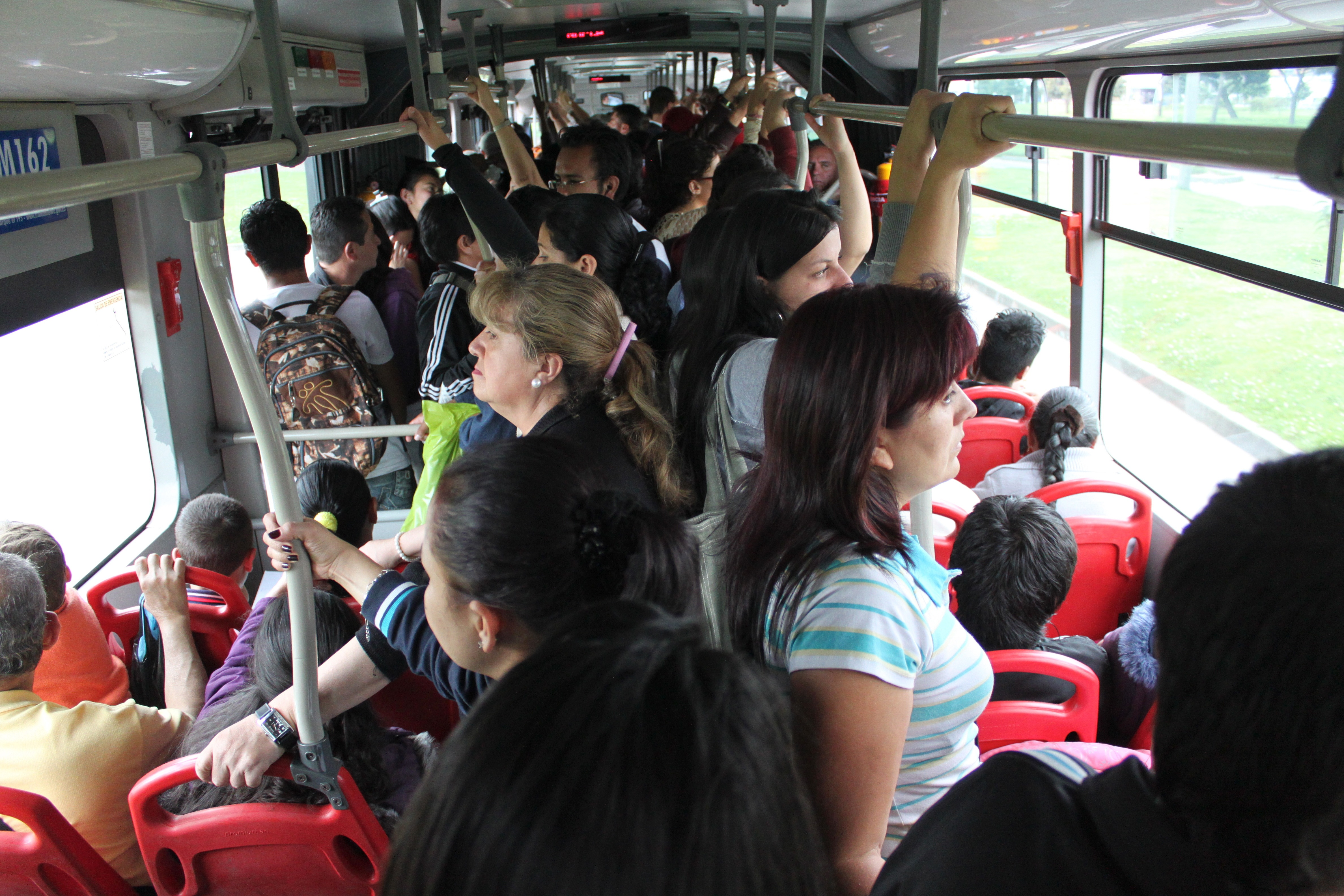
最多可搭載270人的多節特製公車

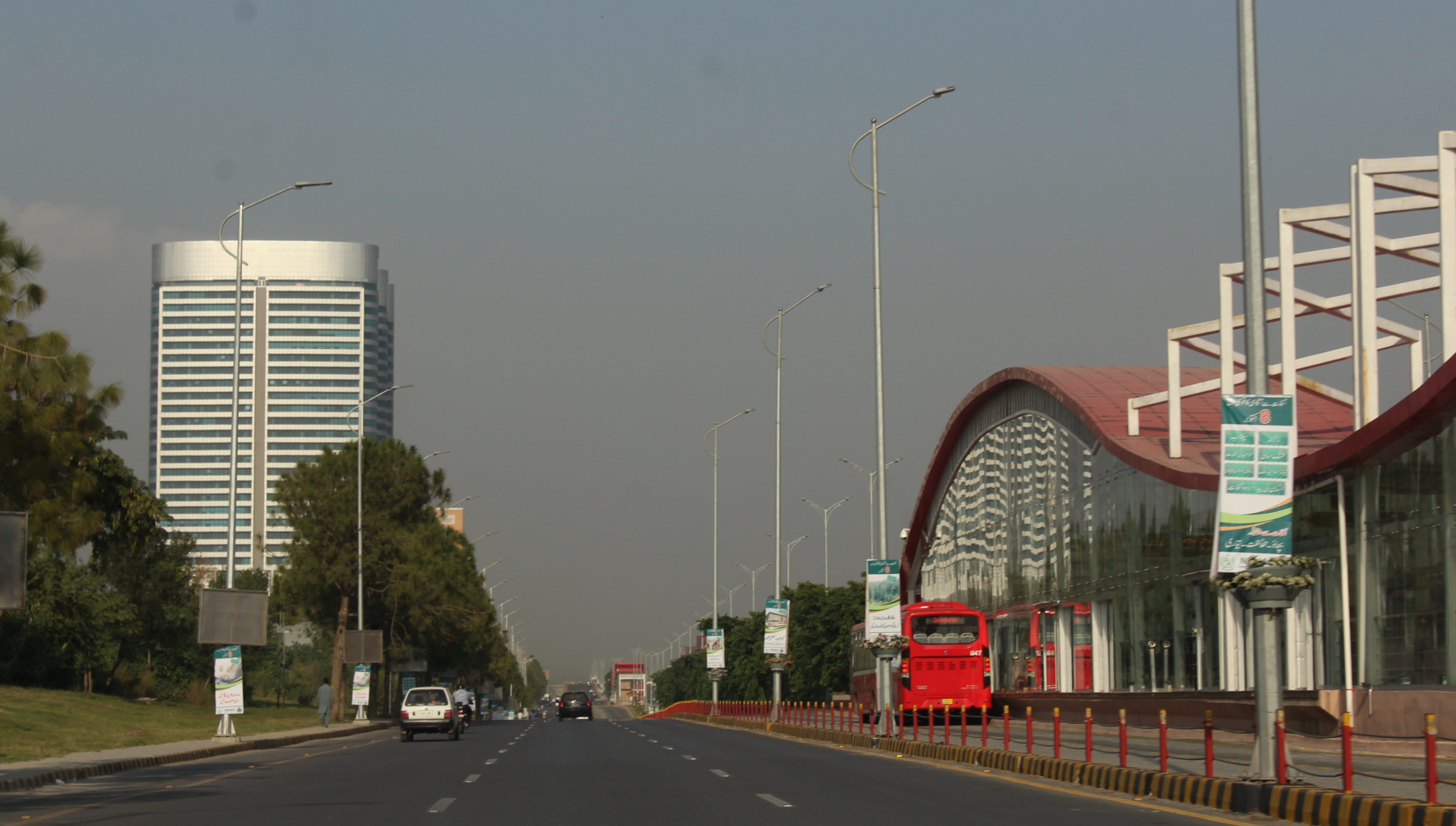
伊斯蘭瑪巴德BRT的造型車站

### 多節高載客量與舒適的車輛
特製車輛有較高客量,甚至可能有一些小型車和公車沒有的高價科技設備降低車禍，並能採用綠能車輛降低排放。
- 優先路權

巴士捷運系統應有其專用路權並在其專用道上行駛，有該系統專行的立體專用道，甚至隧道以避免交通擁堵。但有些BRT會部份行駛在一般道路。巴士捷運系統因採用專用道設計，行駛速度比一般傳統公車快，更可選用車外收費及優先號誌等系統加快旅途速度，進一步節省乘客時間。此外，優先號誌的設立也讓號誌燈更為連貫，減少停等紅燈的時間，一般私有車輛也是受益族群。

### 低建造成本及時間

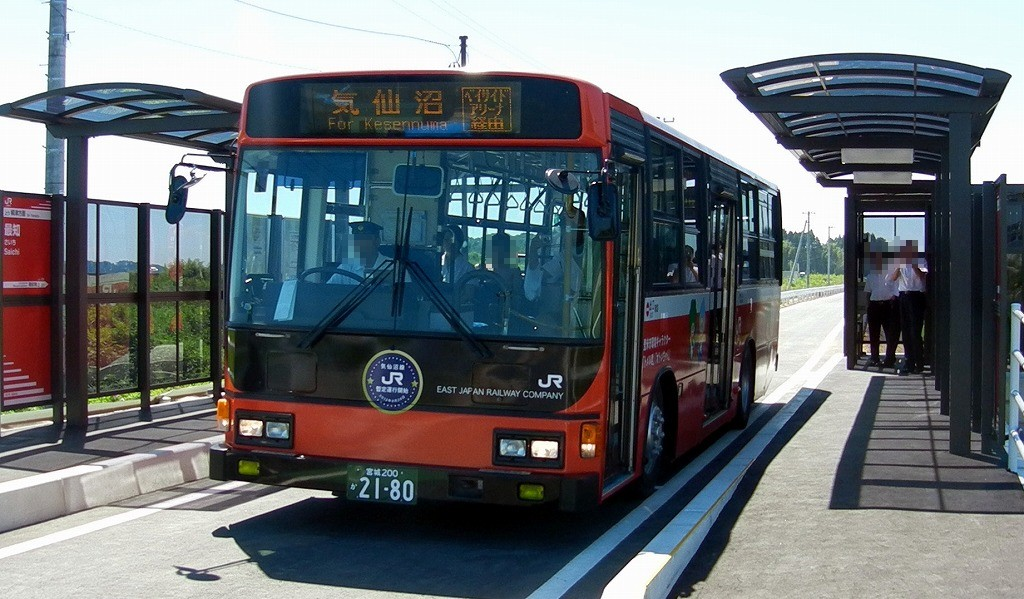
日本宮城縣氣仙沼線BRT，利用因震災受損的鐵路路線所改建，原为临时建造使用并计划重新建造铁路，但使用下来各方面实际优于铁路而保留至今

巴士捷運系統相對一般城市軌道交通系統（包括地鐵、轻轨等）造價較低，單一月台多路線建造時間亦較短，可以臨時應急使用。一條轻轨的建設經費約為巴士捷運系統之五倍，興建時程亦為巴士捷運系統的五至六倍，因而BRT被稱為「窮人地鐵」。

### 方便性
巴士捷運系統會有固定營運路線及頻密的班次，高密度的發車頻率與精準的到站時間提示方便乘客，同時亦因擁有獨立站體設計，乘客候車體驗會得到改善，例如可以在站體內設立電子站牌，顯示下輛車的到站信息。藉由月台門定位燈以及其他相關技術，可使BRT車廂精準對準月台門，方便民眾上下車。此外，亦可以採用低底盤公車及車輛與站體間水平上下車等，建立無障礙搭乘環境，方便民眾登車及便利輪椅上落。

### 安全性
巴士捷運系統的站體月台可以選用與鐵路運輸系統相似的月台閘門，保障乘客候車時候的安全同時免除天氣影響的封閉式車站。
- 意外與應變措施

相較於輕軌系統發生故障可能造成後續班車全數延誤，若其中一輛BRT巴士癱瘓於專用道上，其餘BRT巴士只需行駛一般線道，直接繞過故障車輛。而BRT專用道也可以改給一般民用車輛行駛。

## 缺點
由于部分BRT系统規劃不當或配套時機不成熟，在地面建造后占用部分道路资源，造成交通更加拥堵，如郑州BRT的站台占用社会车道，造成交通堵塞。部分地区，社会车辆侵占BRT专用道，影响BRT的运输效率下降，如南宁；部分地区的客流量较低，上座率不高，浪费了道路资源，如重庆。再比如，曼谷BRT由于占用城市道路使曼谷道路拥堵情况更加严重，加之每年两亿泰铢的亏损，因此曼谷市政府决定将曼谷快速公交系统于2017年4月正式停运。